# Крегар, Стане
Стане Крегар (словен. Stane Kregar; 10 ноября 1905, Запуже — 1 августа 1973, Любляна) — словенский югославский художник, римско-католический священник, педагог. 
Лауреат премии им. Франце Прешерна (1971).

## Биография
Окончил епархиальную классическую гимназию в Любляне. Затем изучал теологию в люблянском университете. 
В 1929 был рукоположен в сан священника епископом Грегорием Рожманом. С 1930 обучался в Академии изящных искусств в Праге под руководством Макса Швабинского. В те годы был поклонником кубизма, модернистского направления в живописи.
В 1935 году с отличием окончил академию, вернулся в Любляну и работал преподавателем рисования в епархиальной гимназии до её закрытия в 1945 году. После этого, остановил преподавание и работал как свободный художник.

## Творчество

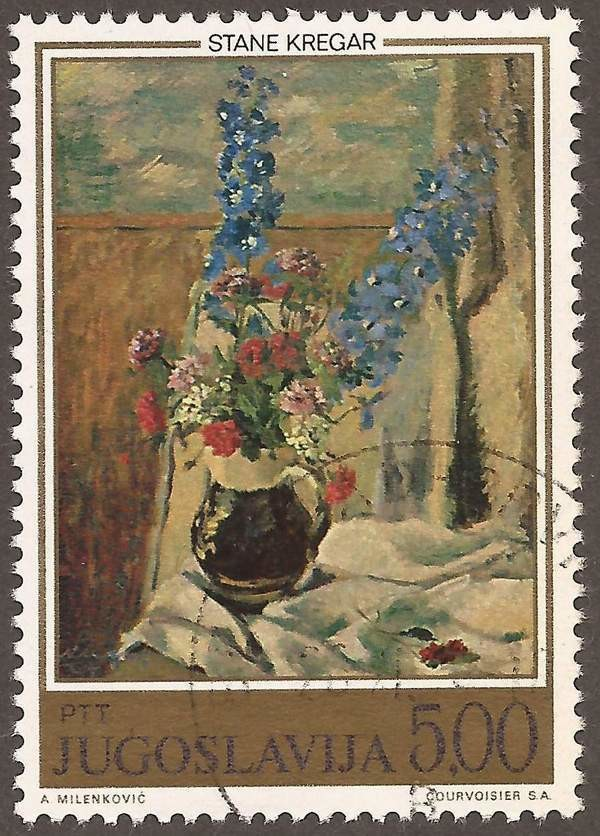
Натюрморт С. Крегара на почтовой марке Югославии. 1974 г.

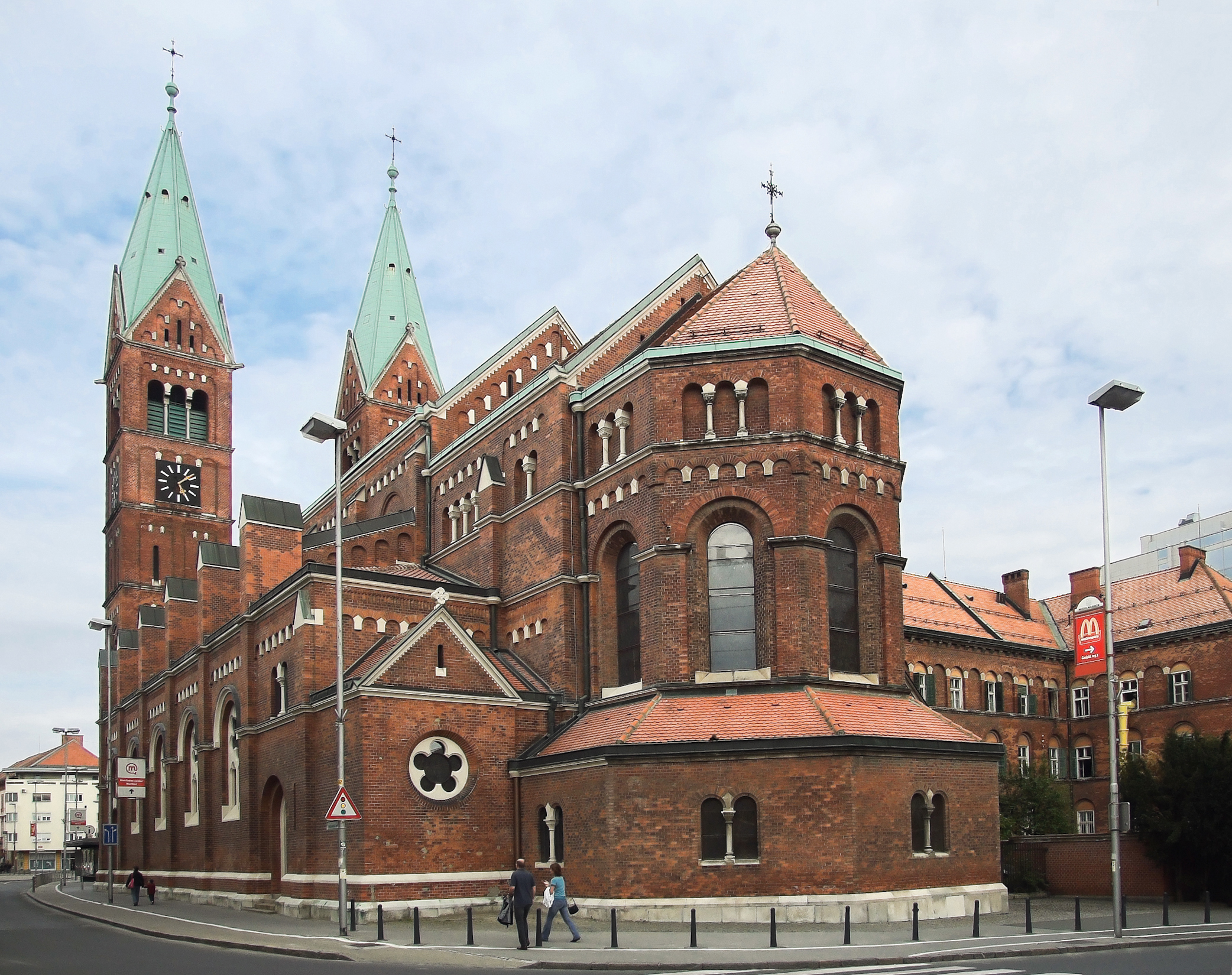
Францисканская церковь в Мариборе, украшенная витражами Стане Крегара

Впервые представил свои работы словенской публике на выставке в 1936 г.
Стане Крегар, известен, прежде всего, своими картинами на религиозные сюжеты, автор алтарных картин (большой алтарный триптих в часовне Люблянской духовной семинарии), а также витражей (например, Францисканская церковь в Мариборе), фресок, мозаик, натюрмортов. Занимался дизайном одежды для литургий. Создал ряд гобеленов, вышивок, маркетри, иллюстрировал книги и др.
Работал различными методами на бумаге (карандаш, уголь, темпера, гуашь) и на холсте (масло).